# Episodi di Outrageous Fortune - Crimini di famiglia (terza stagione)
La terza stagione della serie televisiva Outrageous Fortune - Crimini di famiglia è stata trasmessa in anteprima in Nuova Zelanda da TV3 tra il 17 luglio 2007 e l'11 dicembre 2007.
| nº | Titolo originale                             | Titolo italiano | Prima TV Nuova Zelanda | Prima TV Italia |
| -- | -------------------------------------------- | --------------- | ---------------------- | --------------- |
| 1  | What Loss Your Honour May Sustain            |                 | 17 luglio 2007         |                 |
| 2  | While the Grass Grows                        |                 | 24 luglio 2007         |                 |
| 3  | Most True, She Is a Strumpet                 |                 | 31 luglio 2007         |                 |
| 4  | Contagious Blastments                        |                 | 7 agosto 2007          |                 |
| 5  | What Did You Enact?                          |                 | 14 agosto 2007         |                 |
| 6  | Put the Strong Law on Him                    |                 | 21 agosto 2007         |                 |
| 7  | I Dare Damnation                             |                 | 28 agosto 2007         |                 |
| 8  | Oh Horrible! Most Horrible!                  |                 | 4 settembre 2007       |                 |
| 9  | No Noble Rite                                |                 | 11 settembre 2007      |                 |
| 10 | These Feats So Crimeful                      |                 | 18 settembre 2007      |                 |
| 11 | Unpregnant of My Cause                       |                 | 25 settembre 2007      |                 |
| 12 | Good Friends, as You Are Friends             |                 | 2 ottobre 2007         |                 |
| 13 | To Sleep, No More                            |                 | 9 ottobre 2007         |                 |
| 14 | Natural Magic and Dire Property              |                 | 16 ottobre 2007        |                 |
| 15 | Bow Stubborn Knees                           |                 | 23 ottobre 2007        |                 |
| 16 | A Jig or a Tale of Bawdry                    |                 | 30 ottobre 2007        |                 |
| 17 | The Secret Parts of Fortune                  |                 | 6 novembre 2007        |                 |
| 18 | Who Calls Me Villain?                        |                 | 13 novembre 2007       |                 |
| 19 | Most Free and Bounteous                      |                 | 20 novembre 2007       |                 |
| 20 | Something Is Rotten                          |                 | 27 novembre 2007       |                 |
| 21 | The Corrupted Currents                       |                 | 4 dicembre 2007        |                 |
| 22 | Where the Offence Is, Let the Great Axe Fall |                 | 11 dicembre 2007       |                 |